# Araksi Towmassi Babajan
Araksi Towmassi Babajan (russisch Аракси Товмасовна Бабаян, armenisch Արաքսի Թովմասի Բաբայան; * 22. Apriljul. / 5. Mai 1906greg. in Jerewan, Gouvernement Eriwan, Russisches Kaiserreich; † 13. Februar 1993 ebenda, Republik Armenien) war eine russische, dann sowjet-armenische, zuletzt armenische Chemikerin und Hochschullehrerin.

## Leben
Babajan studierte an der Staatlichen Universität Jerewan in der Fakultät für Landwirtschaft mit Abschluss 1929. Anschließend arbeitete sie im Jerewaner Institut für Veterinärmedizin (bis 1958). Ihr weiteres Studium am Jerewaner Polytechnischen Institut in der Fakultät für Chemie schloss sie 1937 ab.
1935 wurde Babajan Mitarbeiterin des Instituts für Chemie der Armenischen Filiale der Akademie der Wissenschaften der UdSSR (seit 1957 Institut für Organische Chemie der Akademie der Wissenschaften der Armenischen Sozialistischen Sowjetrepublik). 1939 schlug sie eine neue Methode der Synthese spezieller Acetylen-Glycole vor (Faworski-Babayan-Reaktion). Sie untersuchte die alkalische und thermische Spaltung von Ammoniumsalzen. 1945 wurde sie zur Doktorin der chemischen Wissenschaften promoviert und zur Professorin ernannt. 1953 entdeckte sie die katalytische Wirkung von Ammoniumsalzen bei der Alkylierung spezieller Säuren durch Halogenalkane.
1942–1955 leitete Babajan den Lehrstuhl für Chemie der Staatlichen Medizinischen Universität Jerewan. 1956 wurde sie zum Korrespondierenden Mitglied der Akademie der Wissenschaften der Armenischen Sozialistischen Sowjetrepublik und 1968 zum Vollmitglied gewählt. Sie war Abgeordnete im Obersten Sowjet der Armenischen Sozialistischen Sowjetrepublik in der 2.–4. Sitzungsperiode.

## Ehrungen, Preise
- Orden des Roten Banners der Arbeit (1960)[1]
- Verdiente Wissenschaftlerin und Technikerin der Armenischen Sozialistischen Sowjetrepublik (1961)[1]
- Ehrenzeichen der Sowjetunion (1967)[1]
- Orden der Völkerfreundschaft (1976)[1]